# Héctor García Molina
Héctor García Molina (Monterrey, Nuevo León, 15 de noviembre de 1954-25 de noviembre de 2019) fue un científico mexicano. Fue director del Departamento de Ciencias de la computación de la Universidad de Stanford. En dicha institución fue profesor y asesor de Larry Page y Sergey Brin para la creación Google, y de Leonard Bosack y Sandra Lerner, cofundadores de Cisco Systems.

## Biografía
García Molina se graduó en 1974 con la Licenciatura en Ingeniería Eléctrica en el Instituto Tecnológico y de Estudios Superiores de Monterrey (ITESM) y recibió una maestría en Ingeniería computacional (1975) y un doctorado en Ciencias de la Computación (1979) por la Universidad de Stanford .
De 1979 a 1991 trabajó como profesor del Departamento de Ciencias de la Computación en la Universidad de Princeton en Nueva Jersey. En 1992 se unió a la facultad de la Universidad de Stanford como el profesor de Bosack Leonard y Sandra Lerner, en los Departamentos de Ciencias de la Computación e Ingeniería Eléctrica y se desempeñó como Director del Laboratorio de Informática de Sistemas (agosto de 1994-diciembre de 1997) y como presidente del Departamento de Ciencias de la Computación, de enero de 2001 a diciembre de 2004.
Fue miembro de la Academia Estadounidense de las Artes y Las Ciencias, la Academia Nacional de Ingeniería de los Estados Unidos y la Association for Computing Machinery.
Además, trabajó como miembro de la Junta Asesora Técnica de DoCoMo y Yahoo! Búsquedas y Mercados. También fue un asesor de riesgo de Diamondhead Ventures, y miembro del Consejo de Administración de Oracle Corporation y Kintera.
En 1995 trabajó con Sergey Brin (cofundador de Google) en un proyecto llamado «Sistema de protección de copyright» o COPS, como parte del Departamento de Ciencias de la Computación de la Universidad de Stanford.
Recibió en 2007 un doctorado honoris causa por la Escuela Politécnica Federal de Zúrich (ETH).